# Alberto Alvarado Morín
Jesús Alberto Alvarado Morín (4 de octubre de 1988) es un futbolista mexicano, juega como delantero y su actual equipo es el Municipal Grecia de la Primera División de Costa Rica.

## Clubes
| Club                | País        | Año         |
| ------------------- | ----------- | ----------- |
| Potros UAEM         | México      | 2012 - 2015 |
| FF Jaro             | Finlandia   | 2016 - 2017 |
| Zaria Balti         | Moldavia    | 2017        |
| AC Oulu             | Finlandia   | 2017 - 2019 |
| FC Neman Grodno     | Bielorrusia | 2019 - 2020 |
| Correcaminos UAT    | México      | 2020 - 2021 |
| Pumas Tabasco       | México      | 2021        |
| Tepatitlán FC       | México      | 2022        |
| Cimarrones          | México      | 2022 - 2023 |
| FC Haka Valkeakoski | Finlandia   | 2023 - 2024 |
| Municipal Grecia    | Costa Rica  | 2024 - Act  |

- Datos: Q42370691